# Dolichoderus
Genre
Synonymes
- voir paragraphe #Synonymes

Dolichoderus est un genre d'insectes hyménoptères de la famille des Formicidés (fourmis) et de la sous-famille des Dolichoderinae, dans la tribu des Dolichoderini. 

## Classification
Le genre Dolichoderus est décrit en 1831 par le zoologiste et paléontologue danois Peter Wilhelm Lund (1801-1880).

### Synonymes
- Acanthoclinea Wheeler, W.M., 1935
- Diabolus Karavaiev, 1926
- Diceratoclinea Wheeler, W.M., 1935
- Hypoclinea Mayr, 1855
- Karawajewella Donisthorpe, 1944
- Monacis Roger, 1862
- Monoceratoclinea Wheeler, W.M., 1935

## Présentation

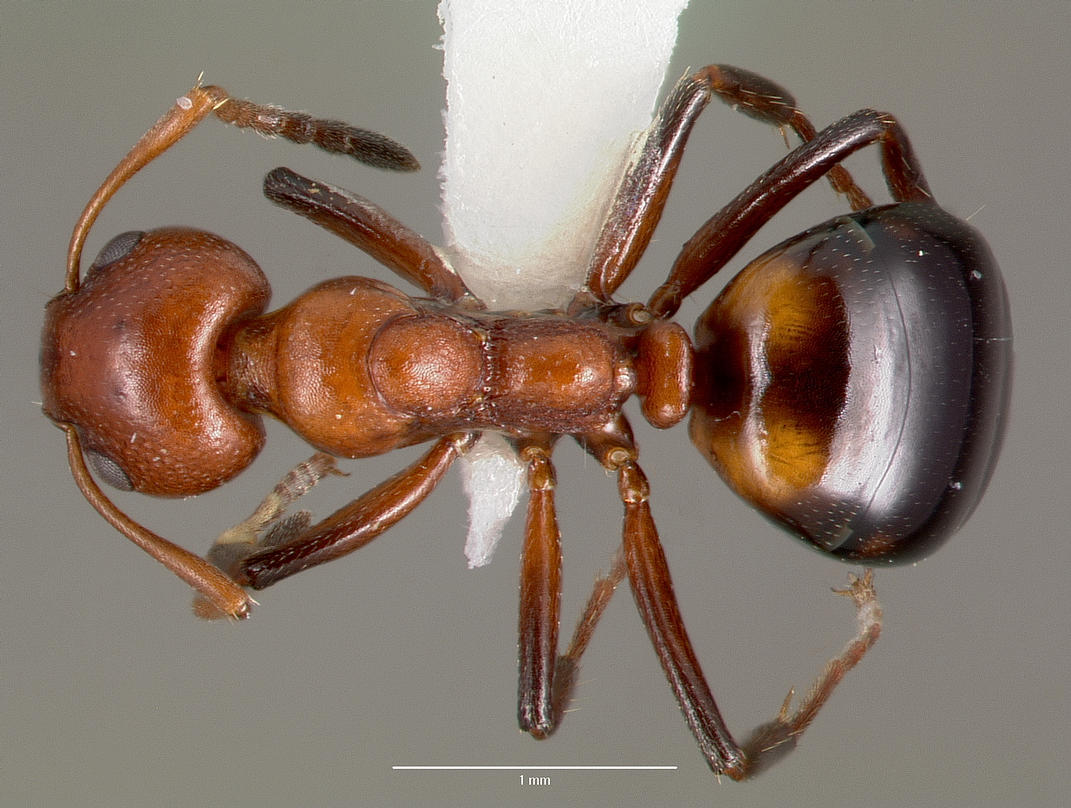
Vue dorsale de la fourmi Dolichoderus mariae spécimen casent0003312.

Le genre est présent sur plusieurs continents et principalement tropical. Les ouvrières sont de taille moyenne et plutôt lentes par rapport aux autres Dolichoderinae.

## Espèces fossiles
- †Dolichoderus (Hypoclinea) passalomma Wheeler 1915
- †Dolichoderus affectus Théobald 1937
- †Dolichoderus antiquus Carpenter 1930
- †Dolichoderus balticus Mayr 1868
- †Dolichoderus brevicornis Dlussky 2002
- †Dolichoderus brevipalpis Dlussky 2008
- †Dolichoderus brevipennis Dlussky 2008
- †Dolichoderus bruneti Théobald 1937
- †Dolichoderus caribbaeus Wilson 1985
- †Dolichoderus coquandi Théobald 1937
- †Dolichoderus cornutus Mayr 1868
- †Dolichoderus dibolius Wilson 1985
- †Dolichoderus dlusskyi LaPolla and Greenwalt 2015
- †Dolichoderus elegans Wheeler 1915
- †Dolichoderus evolans Zhang 1989
- †Dolichoderus explicans Förster 1891
- †Dolichoderus granulinotus Dlussky 2008
- †Dolichoderus heeri Dlussky and Putyatina 2014
- †Dolichoderus jiaoyanshanensis
- †Dolichoderus kohlsi Hong 1985
- †Dolichoderus kutscheri Dlussky 2008
- †Dolichoderus kutschlinicus Deichmüller 1881
- †Dolichoderus lacinius Zhang 1989
- †Dolichoderus longipennis Mayr 1868
- †Dolichoderus longipilosus Dlussky 2002
- †Dolichoderus lucidus Dlussky 2008
- †Dolichoderus luridivenosus Zhang et al. 1994
- †Dolichoderus mesosternalis Wheeler 1915
- †Dolichoderus nanus Dlussky 2002
- †Dolichoderus obliteratus Scudder 1877
- †Dolichoderus oviformis Théobald 1937
- †Dolichoderus passalomma Wheeler 1915
- †Dolichoderus perkovskyi Dlussky 2008
- †Dolichoderus pilipes Dlussky 2008
- †Dolichoderus pinguis Dlussky et al. 2015
- †Dolichoderus polessus Dlussky 2002
- †Dolichoderus polonicus Dlussky 2002
- †Dolichoderus primitivus Wilson 1985
- †Dolichoderus prolaminatus Wilson 1985 (
- †Dolichoderus punctatus Dlussky 2008
- †Dolichoderus robustus Dlussky 2002
- †Dolichoderus rohweri Carpenter 1930
- †Dolichoderus sculpturatus Mayr 1868
- †Dolichoderus tavridus Perfilieva et al. 2017
- †Dolichoderus tertiarius Mayr 1868
- †Dolichoderus thoracicus Smith 1860
- †Dolichoderus transversipetiolaris Zhang et al. 1994
- †Dolichoderus vectensis Donisthorpe 1920
- †Dolichoderus vexillarius Wheeler 1915
- †Dolichoderus vlaskini Dlussky 2008
- †Dolichoderus zherichini Dlussky 2002

## Galerie

Ailes d'espèces vivantes du genre Dolichoderus.
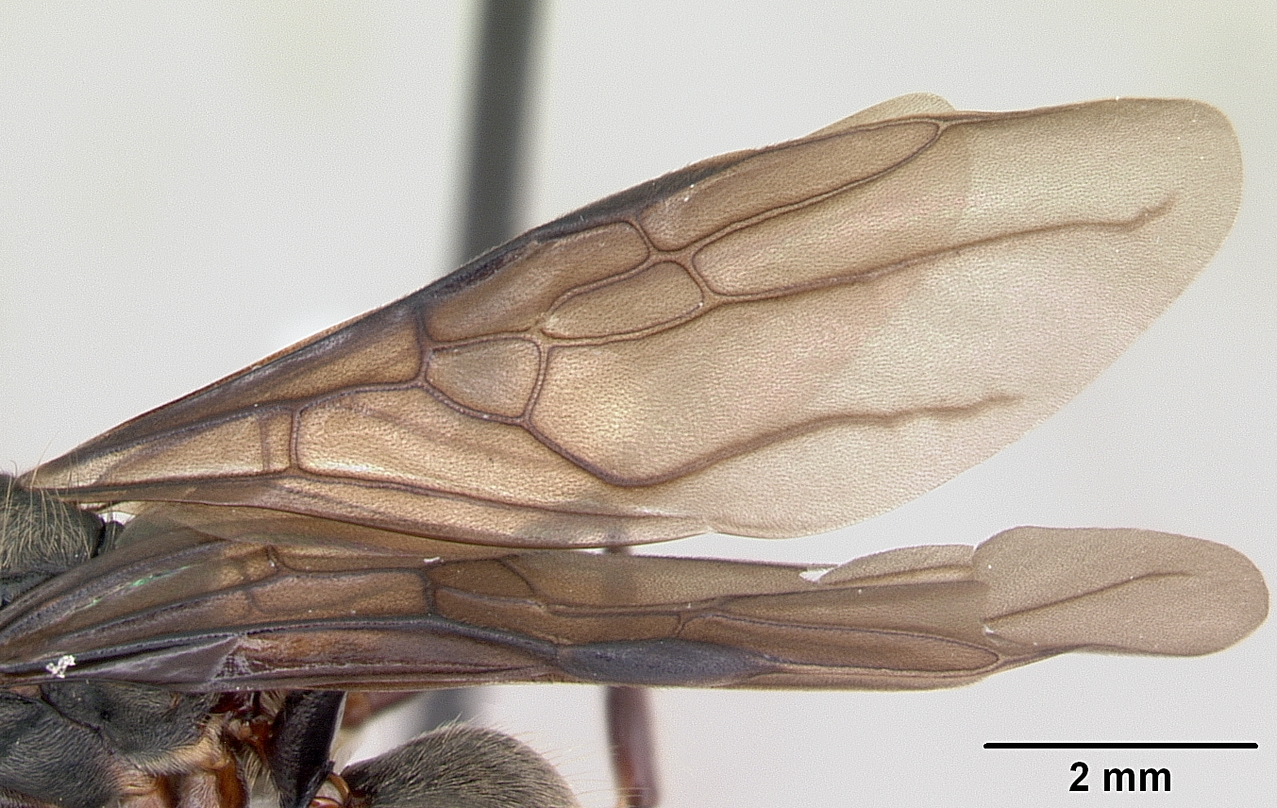
Vue de profil de l'aile d'une fourmi Dolichoderus bispinosus.
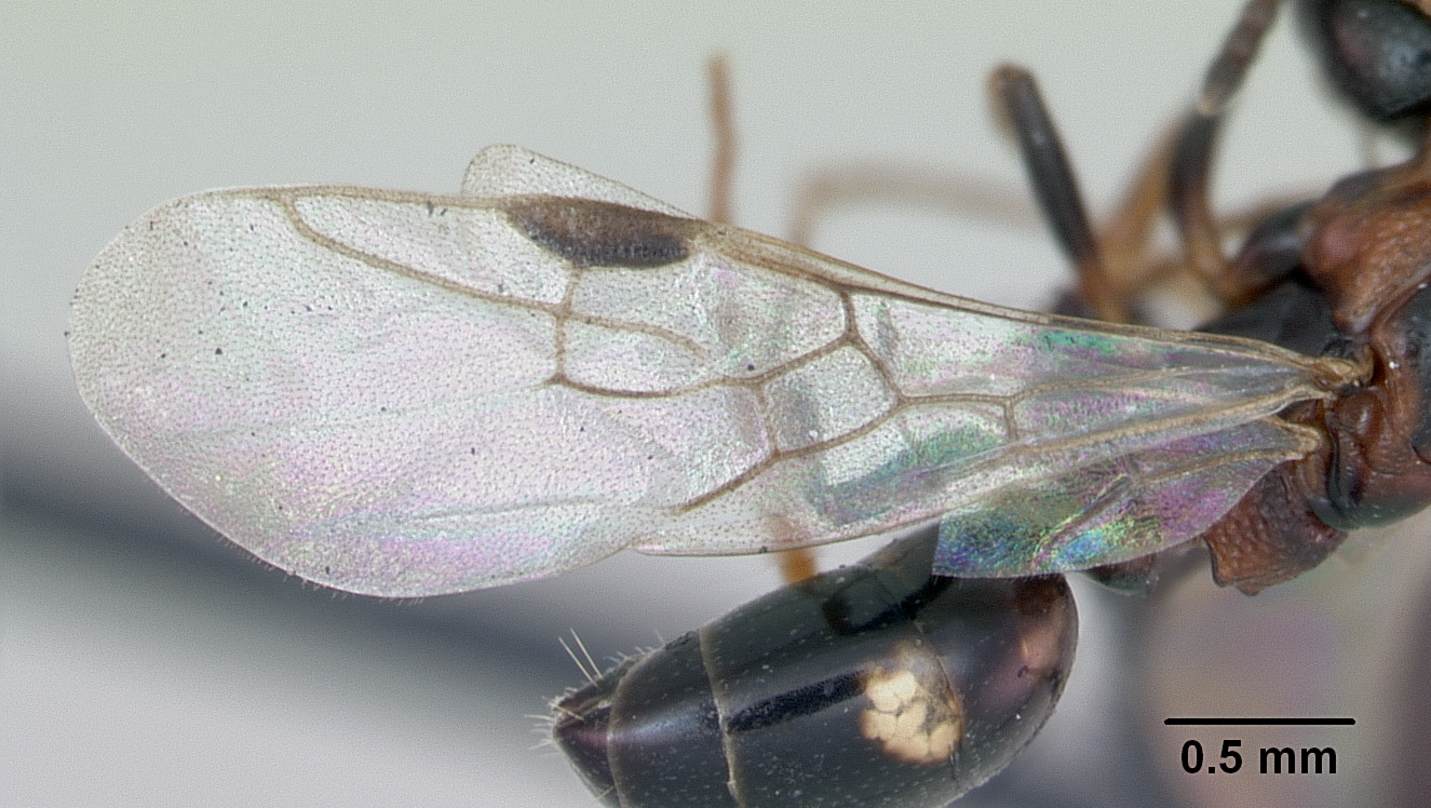
Vue de profil de l'aile d'une fourmi Dolichoderus quadripunctatus
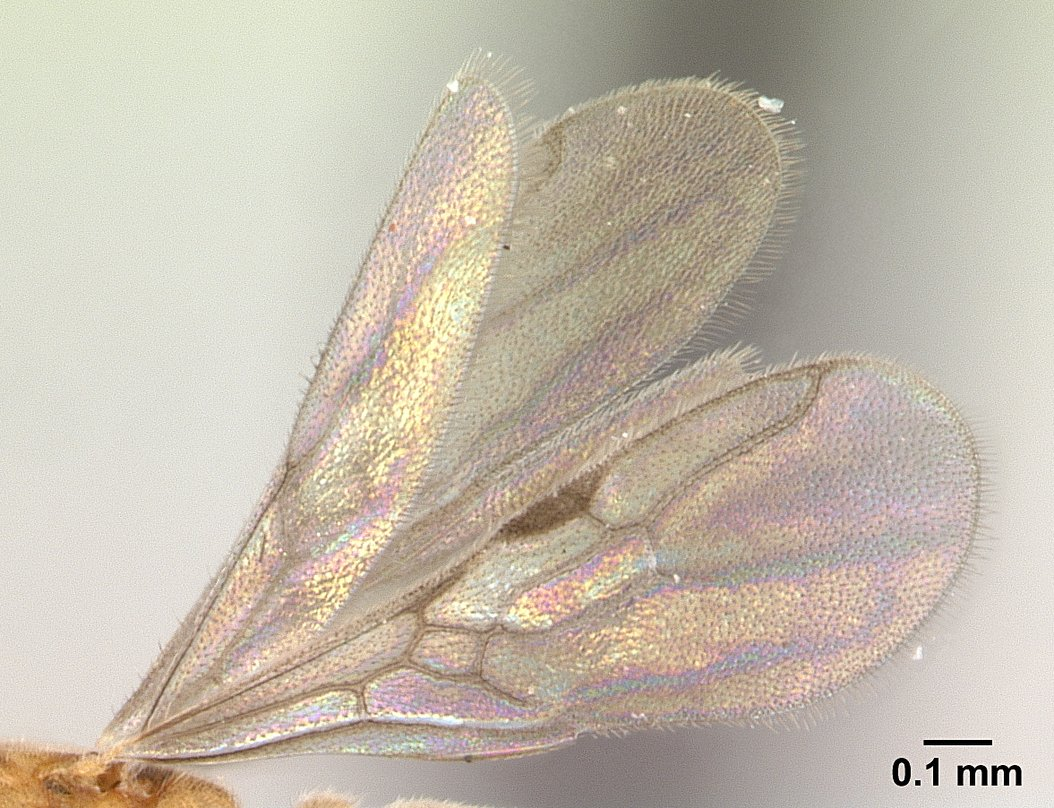
Vue de profil de l'aile d'une fourmi Ponera exotica.

Quelques espèces vivantes du genre Dolichoderus.
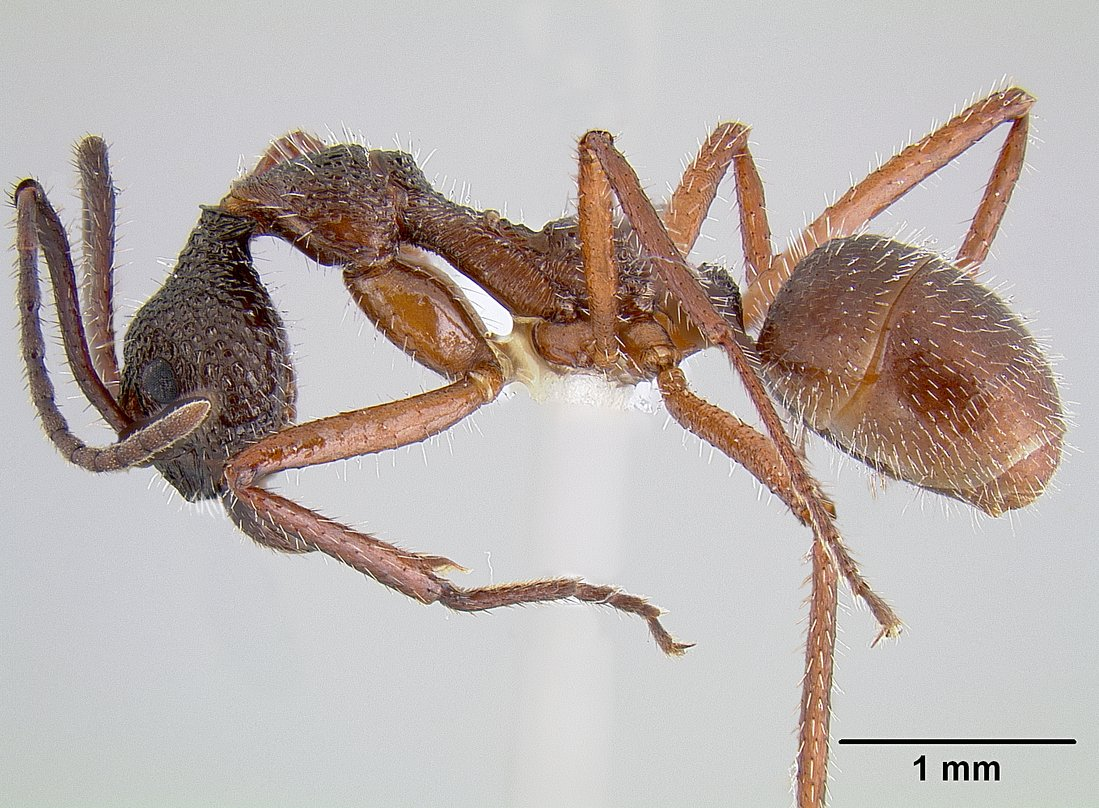
Dolichoderus attelaboides.
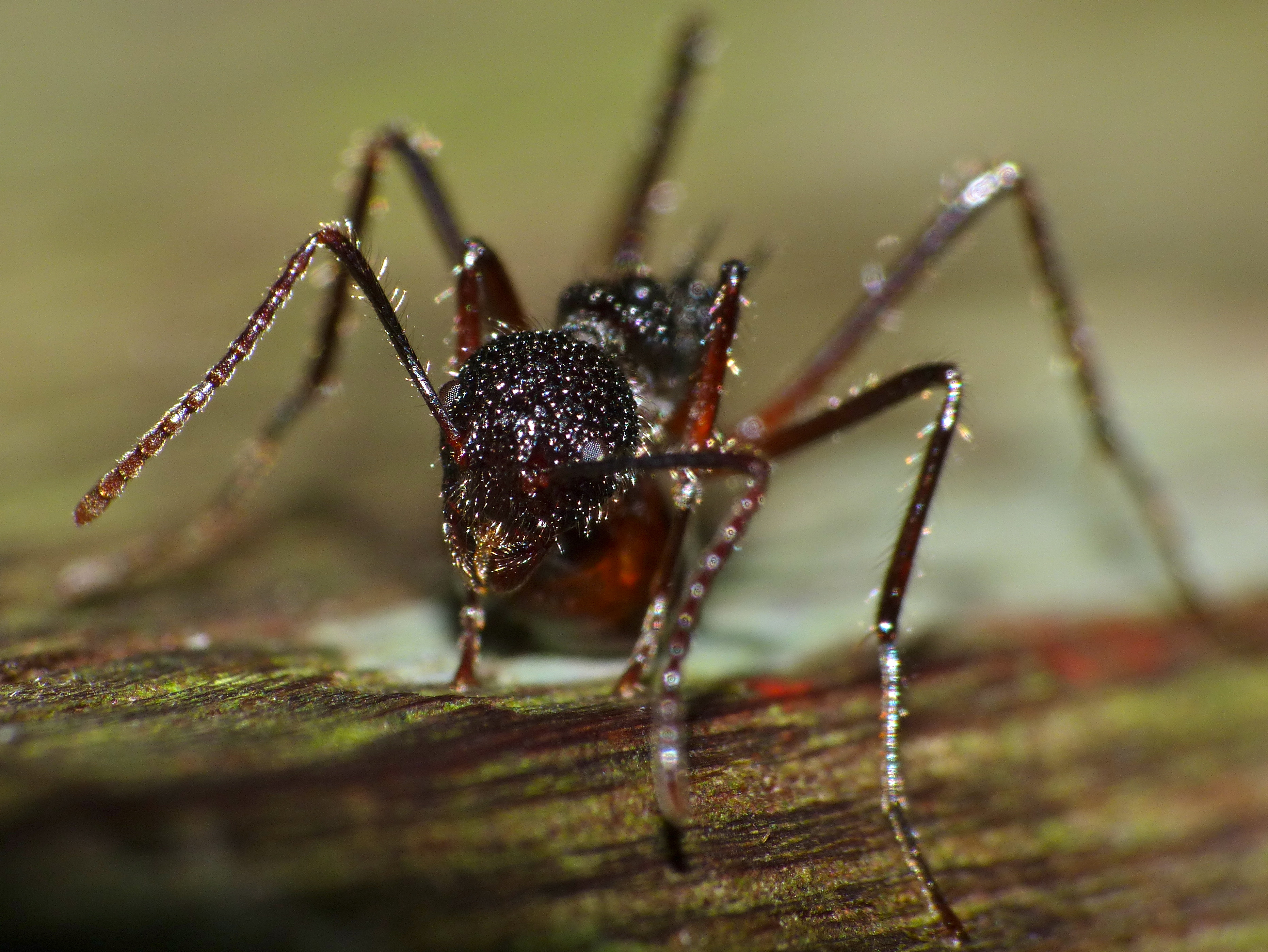
Dolichoderus beccarii.
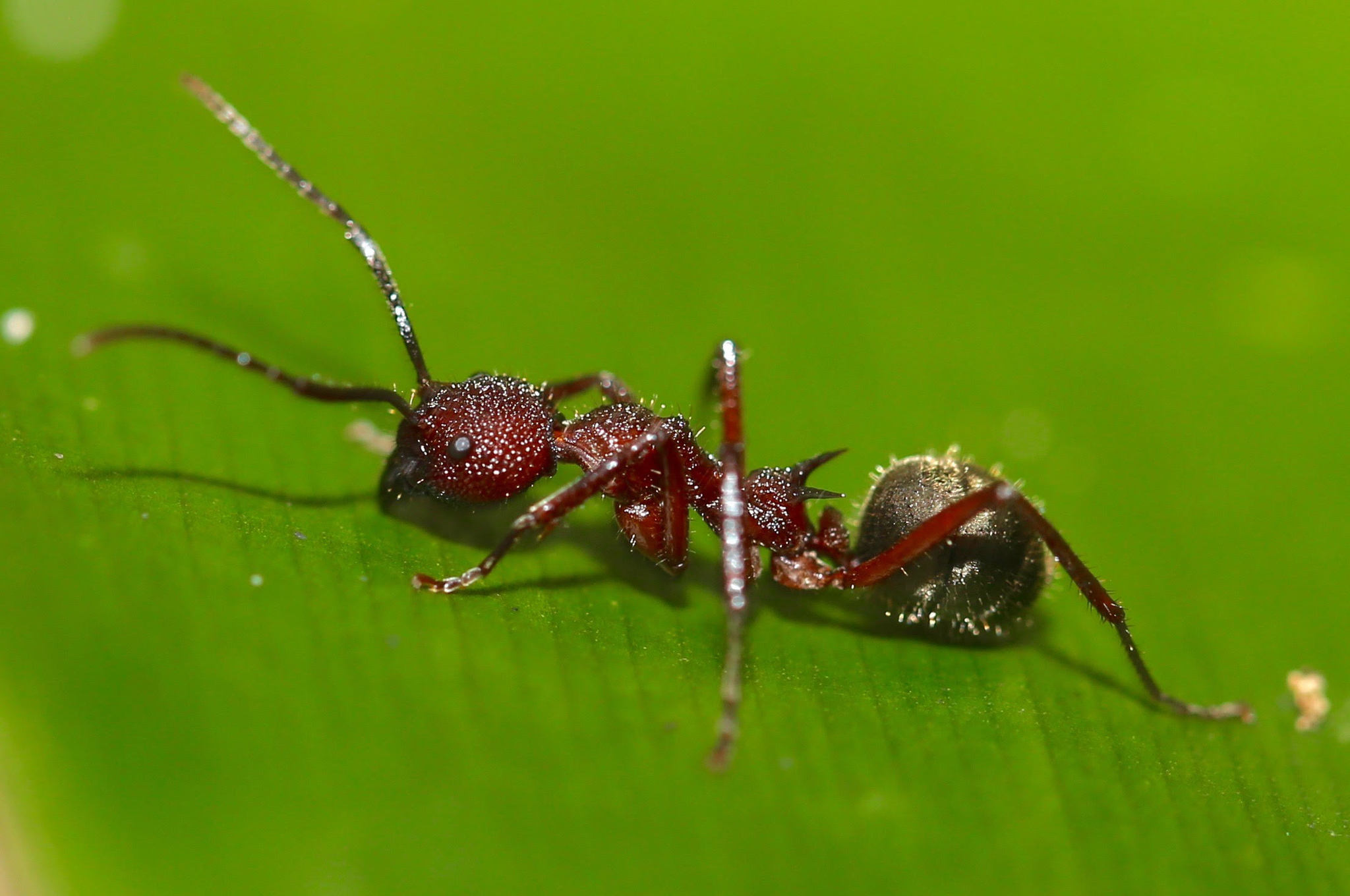
Dolichoderus decollatus.
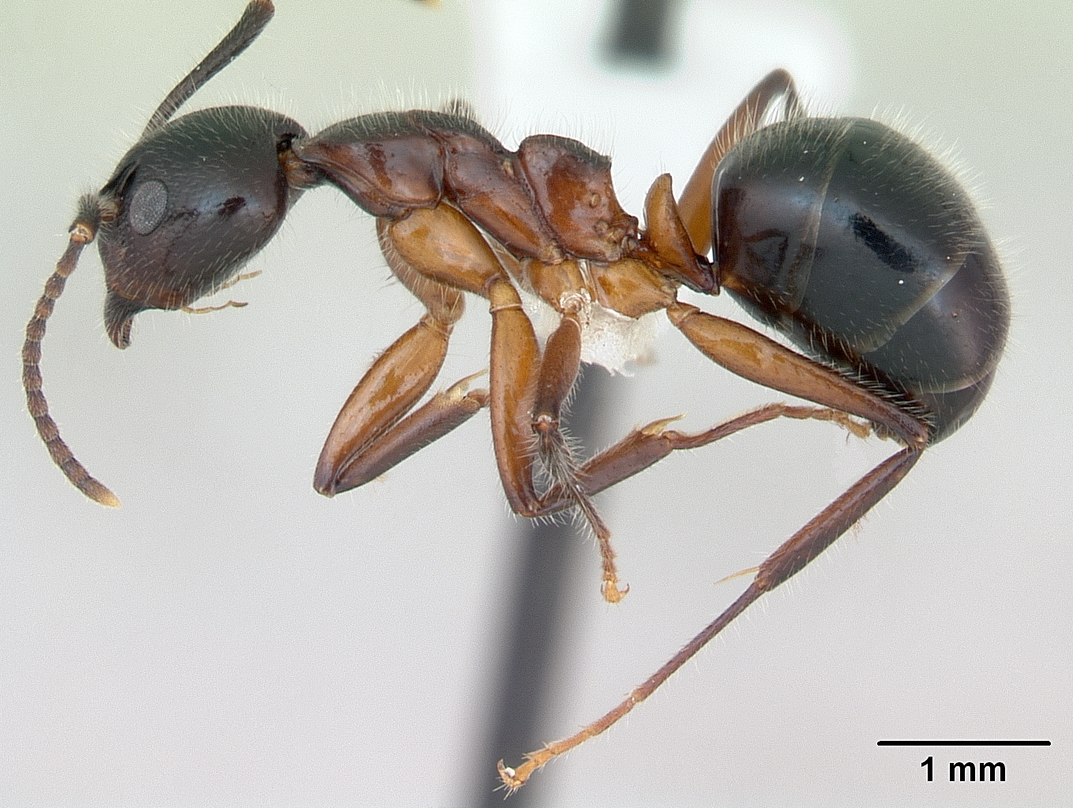
Dolichoderus germaini.
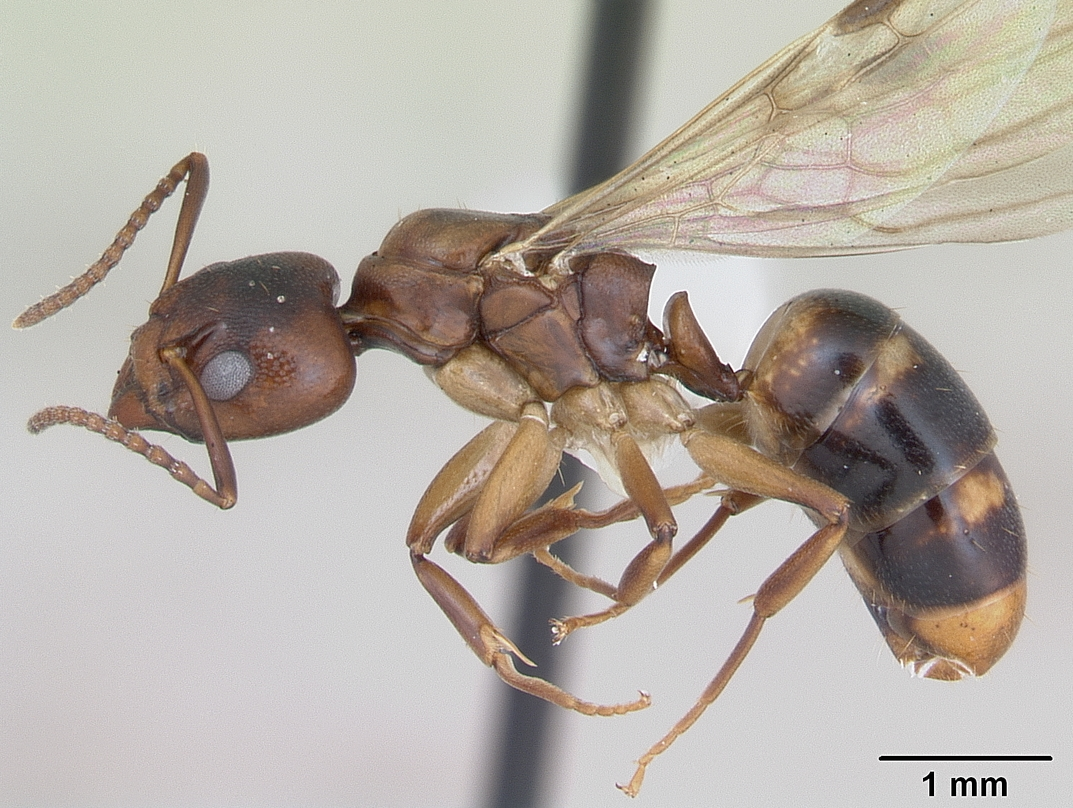
Dolichoderus lutosus.
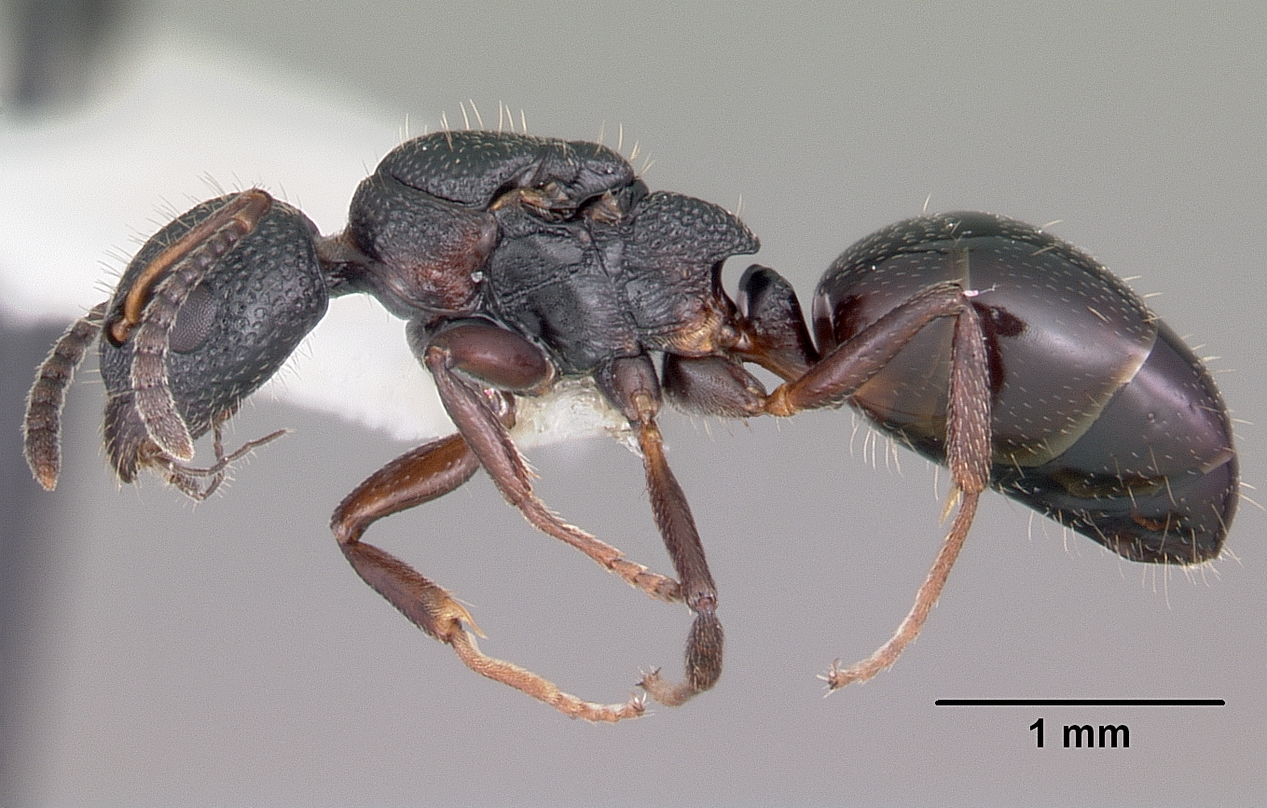
Dolichoderus plagiatus.
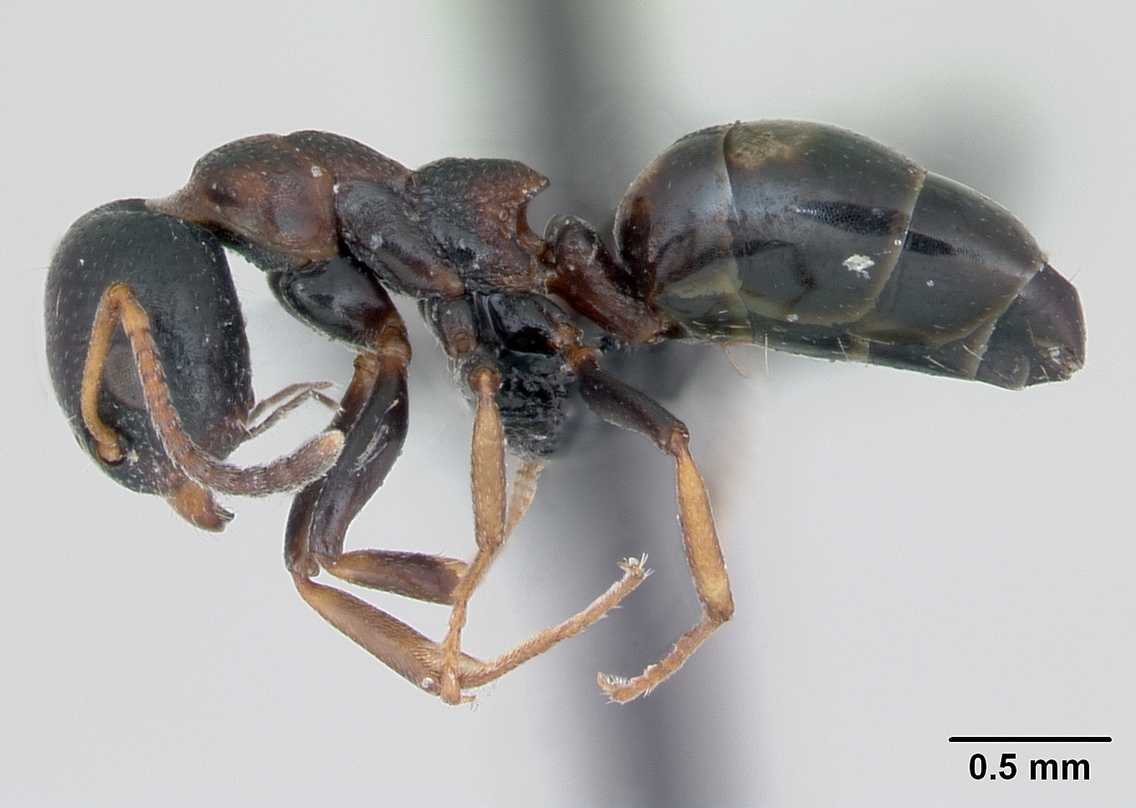
Dolichoderus quadripunctatus, ouvrière.
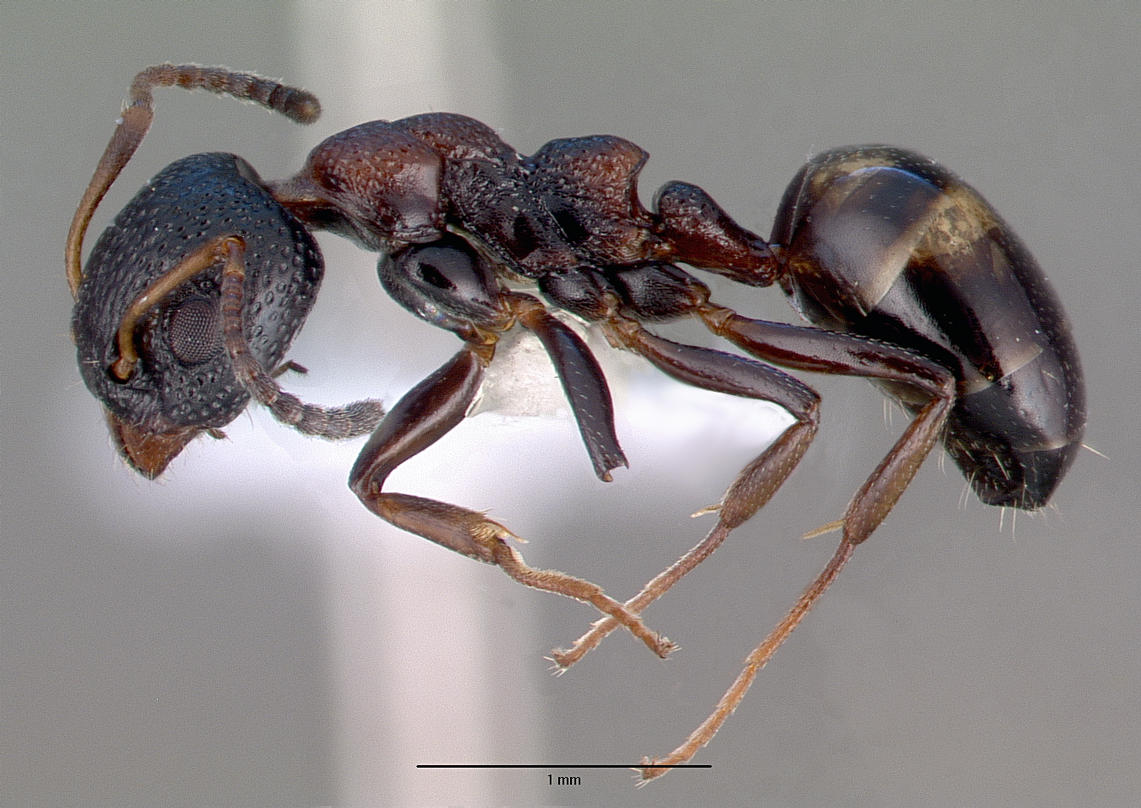
Dolichoderus sibiricus.
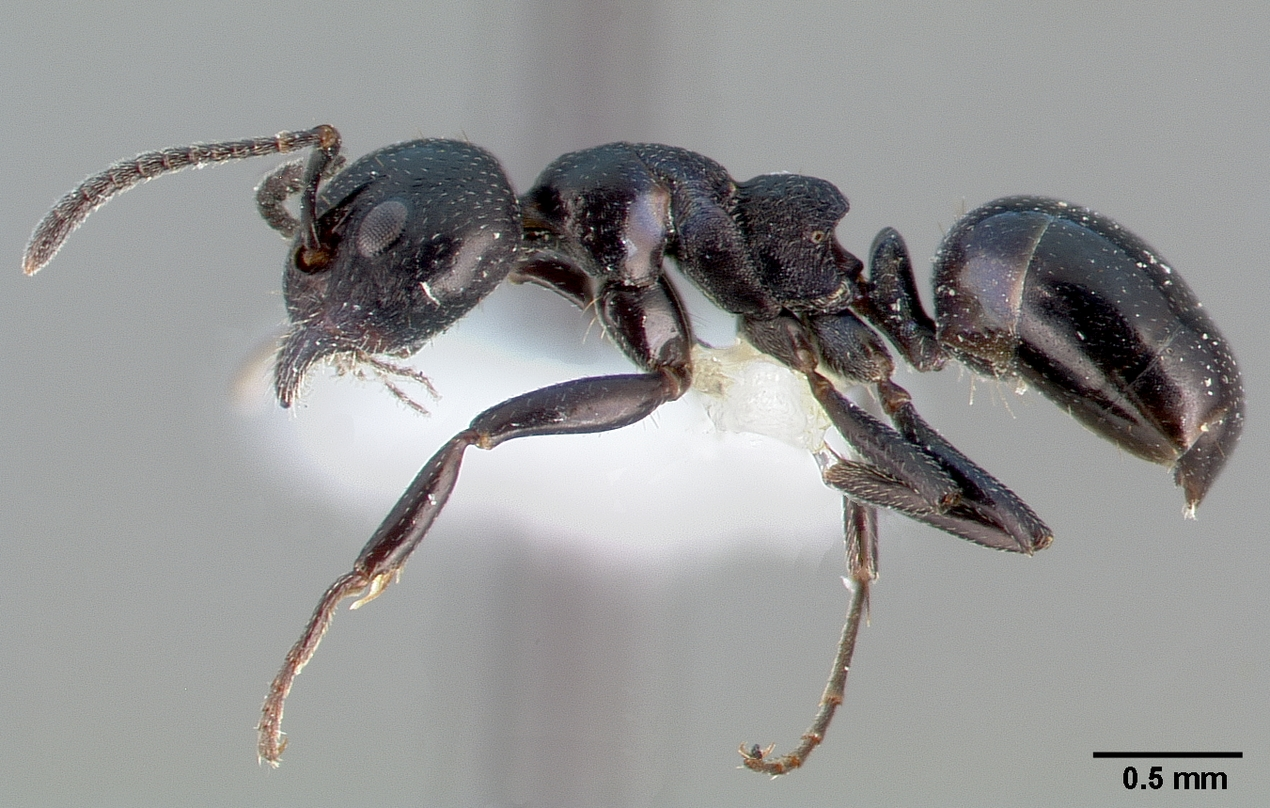
Dolichoderus taschenbergi.
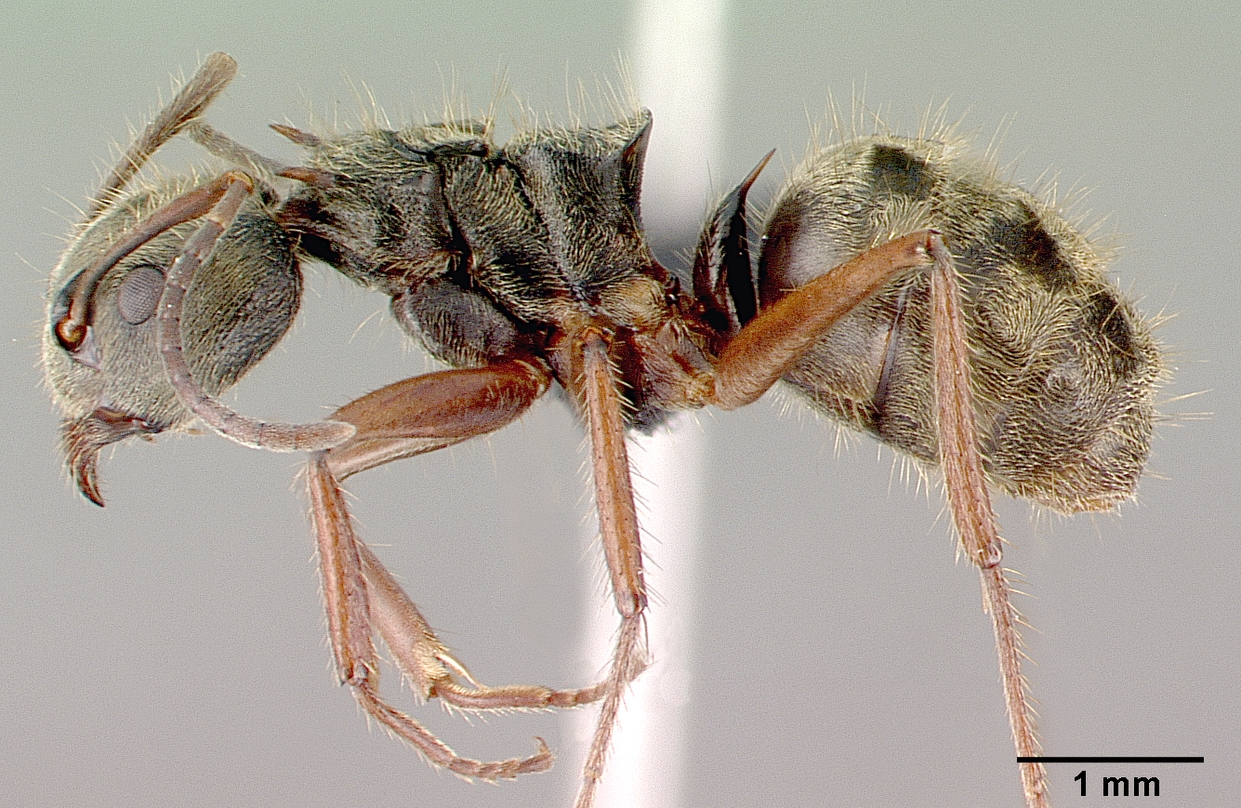
Dolichoderus validus.